# Wandel & Goltermann

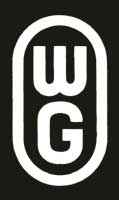
Firmenlogo in den 1970er-Jahren

Wandel & Goltermann war ein deutscher Hersteller von Mess- und Kommunikationstechnik mit Hauptsitz in Reutlingen, Baden-Württemberg. Bekannt wurde das Familienunternehmen durch die Produktion von Sondersignalanlagen für Polizei und Zivilschutz. Daneben entwickelte WG Funkmesstechnik und Kommunikationstechnik für die Bundeswehr und den BND.

## Geschichte
Das Unternehmen wurde am 23. November 1923 von Wolfram Wandel und Ulrich Goltermann gegründet. Für 500 Reichsmark hatten sie eine Lizenz zum Bau und Verkauf von Rundfunkanlagen erworben. Die Urkunde unterzeichnete Ulrich Goltermanns Mutter, da beide noch nicht voll geschäftsfähig waren.
Ihr erstes Ladengeschäft eröffneten sie in der Gartenstraße 4 in Reutlingen. Sie vertrieben selbstgebaute Radiogeräte und warteten diese auch beim Kunden. Erste Großaufträge bekam Wandel & Goltermann von öffentlichen Einrichtungen, wo sie Rundfunkempfangsanlagen oder Telefonanlagen installierten.
Zwischen 1929 und 1932 befand sich das Geschäft in der Wilhelmstraße. Daraufhin zog die Firma in Räumlichkeiten am Karlsplatz. Mittlerweile verkaufte die Firma auch Plattenspieler und Schallplatten sowie Kühlschränke. 1944 konstruierte das Unternehmen den elektromechanischen, unverwechselbaren Vierklang-Gong, Modell Elektro-Gong F55 für Schulen („Pausengong“), Theater und Kinos. Dieses Gongsignal wird in der Gegenwart noch verwendet, allerdings elektronisch bzw. digital erzeugt.
1950 exportierte W&G Messtechnik an die Schweizer und Belgische Post. Die neue Betriebsstätte im Nachbarort Eningen wurde 1954 eröffnet. Ab Mitte der 1950er Jahre begann Wandel & Goltermann mit dem heraufziehenden Kalten Krieg Geräte für Bundesnachrichtendienst (BND) und europäische Stay-behind-Organisationen (SBO) zu bauen. Das erste Gerät war ein volltransistorisiertes Funkgerät für den noch jungen Bundesnachrichtendienst (BND). Das BN-48, Codename UHU war ein Miniatur-Kurzwellen-Funkgerät im Bereich 2  bis 9 MHz und den Betriebsarten Amplitudenmodulation (AM) und Morsetelegrafie (CW). Das Gerät wurde ab 1958 ausgeliefert und war für Spione vorgesehen. Fortan produzierte Wandel & Goltermann auch Funkmesstechnik und Kommunikationstechnik für die Bundeswehr.
1960 erfolgte der Aufbau eines weltweiten Vertriebsnetzes mit eigenen Niederlassungen in Europa sowie Nord- und Südamerika.
1975 übernahmen Frank Goltermann und Albrecht Wandel die Geschäftsführung. Ulrich Goltermann wurde Vorsitzender des neugegründeten Aufsichtsrates.
Ab 1980 erfolgte eine verstärkte internationale Ausrichtung durch den Aufbau von Werken in den USA, in England und Brasilien sowie Gründung weiterer Vertriebs- und Servicecenter in Asien, Australien und Osteuropa.
1998 blickte Wandel & Goltermann auf 75 Jahre Firmengeschichte zurück. Mit Werken in Deutschland, den USA, in England, Frankreich, Brasilien und der Schweiz sowie über 25 eigenen Vertriebsgesellschaften gehört die Wandel & Goltermann-Gruppe zu den führenden Unternehmen der Telekom-Messtechnik. Die Unternehmensgruppe beschäftigt weltweit 1600 Mitarbeiter und Mitarbeiterinnen und erwirtschaftet einen Jahresumsatz von rund 500 Millionen DM (250 Mio. EUR).
Im Jahr 1999 schloss man sich mit dem US-amerikanischen Unternehmen Wavetek zusammen.
2001 folgten schließlich eine Fusion mit TTC und die Umbenennung des Konzerns in Acterna.
Am 3. August 2005 wurde Acterna von JDS Uniphase Corporation (JDSU) übernommen.
2015 wurde JDSU in VIAVI Solutions und Lumentum aufgespalten.
2016 eröffnete das Wandel & Goltermann-Museum in Pfullingen, das Kommunikations- und Messtechnik zeigt.